# Molara
La Isla Molara (en italiano: Isola Molara) es una isla al noreste de Cerdeña en Italia, que constituye, junto con las islas de Tavolara y Molarotto, la península de Punta Coda Cavallo y otras rocas más pequeñas, un parque marino protegido. De granito, tiene una superficie de 3,411 kilómetros cuadrados y alcanza en la Punta la Guardia los 158 metros sobre el nivel del mar. Su nombre, de la época medieval, es probablemente debido a la forma redondeada y alisada de la isla, que asemeja a una rueda.